# Санчес, Шавьер
Франсеск Шавьер Мартин Санчес (кат. Francisco Javier Martín Sánchez; 21 декабря 1975) — андоррский футболист, полузащитник. Выступал за клубы «Констелласьо Эспортива», «Ранжерс», «Андорра» и «Санта-Колома».
С 2005 года по 2006 год являлся игроком национальной сборной Андорры, за которую провёл 7 матчей.

## Биография

### Клубная карьера
В 2001 году играл за андоррский клуб «Констелласьо Эспортива». В составе команды провёл 2 матча в отборочном раунде Кубка УЕФА против испанского «Райо Вальекано». Андоррский коллектив проиграл с общим счётом (0:16).
В 2004 году стал игроком «Ранжерса». Вместе с командой дважды становился чемпионом и обладателем Кубка Андорры. Санчес также принимал участие в 2 играх квалификации Кубка Интертото. Шавьер Санчес играл в матч против австрийского «Штурма» (1:1), который завершился первой ничьей для андоррских команд в еврокубках.
С 2007 года по 2010 год играл за «Андорру» из столицы одноимённого княжества, которая выступала в низших дивизионах Испании. Летом 2010 года стал игроком «Санта-Коломы». В составе команды становился чемпионом и обладателем Кубка княжества. Санчес также провёл 7 игр в еврокубках (3 в квалификации Лиги Европы и 4 в квалификации Лиги чемпионов).
Летом 2014 года стал игроком «Интера» из Эскальдеса. По итогам сезона 2014/15 команда заняла последнее 8 место в чемпионате Андорры и впервые в своей истории вылетела в Сегона Дивизио.

### Карьера в сборной
26 марта 2005 года дебютировал в национальной сборной Андорры в отборочном матче чемпионата мира 2006 против Армении. Главный тренер Давид Родриго выпустил Санчес в конце игры в дополнительное время вместо Фернандо Сильвы. Встреча закончилась поражением андоррцев со счётом (1:2). Всего же в квалификации на чемпионат мира 2006 Шавьер сыграл в 5 матчах. В своей группе Андорра набрала 5 очков, что является лучшим результатом в отборах для страны. Тогда сборная обыграла Македонию (1:0) и дважды сыграла вничью, с той же Македонией (0:0) и Финляндией (0:0). Однако, Санчес принимал участие лишь в знаковом матче с Финляндией.
16 августа 2006 года он сыграл в товарищеской встрече против Беларуси (0:3). 2 сентября 2006 года Санчес сыграл свой последний матч за сборную, в рамках квалификации на чемпионат Европы 2008 против Англии (0:5).
Всего за сборную Андорры провёл 7 матчей.

## Достижения

### Ранжерс
- Чемпионат Андорры (2): 2005/06, 2006/07
- Серебряный призёр чемпионата Андорры (1): 2004/05
- Обладатель Кубка Андорры (2): 2006, 2007

### «Санта-Колома»
- Чемпионат Андорры (2): 2010/11, 2013/14
- Серебряный призёр чемпионата Андорры (1): 2011/12, 2012/13
- Обладатель Кубка Андорры (2): 2012